# Alan Robert Murray
Pour les articles homonymes, voir Murray.
Alan Robert Murray, né le 30 juillet 1954 et mort le 24 février 2021, est un monteur son américain.

## Biographie
Alan Robert Murray commence sa carrière chez Paramount. En 1978, il commence une longue collaboration avec Clint Eastwood. En 1979, il entre chez Warner Bros..

## Filmographie (sélection)
- 1978 : Oliver's Story de John Korty
- 1979 : Star Trek, le film (Star Trek: The Motion Picture) de Robert Wise
- 1979 : L'Évadé d'Alcatraz (Escape from Alcatraz) de Don Siegel
- 1979 : Les Guerriers de la nuit (The Warriors) de Walter Hill
- 1980 : Ça va cogner (Any Which Way You Can) de Buddy Van Horn
- 1980 : Bronco Billy de Clint Eastwood
- 1981 : Le facteur sonne toujours deux fois (The Postman Always Rings Twice) de Bob Rafelson
- 1982 : Honkytonk Man de Clint Eastwood
- 1982 : À armes égales (The Challenge) de John Frankenheimer
- 1982 : Firefox, l'arme absolue (Firefox) de Clint Eastwood
- 1983 : Le Retour de l'inspecteur Harry (Sudden Impact) de Clint Eastwood
- 1984 : Haut les flingues ! (City Heat) de Richard Benjamin
- 1984 : La Corde raide (Tightrope) de Richard Tuggle
- 1985 : Pale Rider, le cavalier solitaire (Pale Rider) de Clint Eastwood
- 1985 : Ladyhawke, la femme de la nuit (Ladyhawke) de Richard Donner
- 1986 : Le Maître de guerre (Heartbreak Ridge) de Clint Eastwood
- 1986 : Ratboy de Sondra Locke
- 1987 : Liaison fatale (Fatal Attraction) d'Adrian Lyne
- 1987 : L'Arme fatale (Lethal Weapon) de Richard Donner
- 1988 : La Dernière Cible (The Dead Pool) de Buddy Van Horn
- 1988 : Bird de Clint Eastwood
- 1989 : L'Arme fatale 2 (Lethal Weapon 2) de Richard Donner
- 1989 : Pink Cadillac de Buddy Van Horn
- 1990 : La Relève (The Rookie) de Clint Eastwood
- 1990 : 58 minutes pour vivre (Die Hard 2: Die Harder) de Renny Harlin
- 1990 : Chasseur blanc, cœur noir (White Hunter, Black Heart) de Clint Eastwood
- 1991 : Beignets de tomates vertes (Fried Green Tomatoes) de Jon Avnet
- 1991 : Frankie et Johnny (Frankie and Johnny) de Garry Marshall
- 1992 : Impitoyable (Unforgiven) de Clint Eastwood
- 1993 : Proposition indécente (Indecent Proposal) d'Adrian Lyne
- 1994 : Aux bons soins du docteur Kellogg (The Road to Wellville) d'Alan Parker
- 1995 : Sur la route de Madison (The Bridges of Madison County) de Clint Eastwood
- 1996 : Personnel et confidentiel (Up Close and Personal) de Jon Avnet
- 1996 : L'Effaceur (Eraser) de Chuck Russell
- 1997 : Minuit dans le jardin du bien et du mal (Midnight in the Garden of Good and Evil) de Clint Eastwood
- 1997 : Speed 2 : Cap sur le danger (Speed 2: Cruise Control) de Jan de Bont
- 1997 : Les Pleins Pouvoirs (Absolute Power) de Clint Eastwood
- 1999 : Le 13e Guerrier (The 13th Warrior) de John McTiernan
- 1999 : Jugé coupable (True Crime) de Clint Eastwood
- 2000 : Space Cowboys de Clint Eastwood
- 2001 : Lara Croft : Tomb Raider de Simon West
- 2002 : Star Trek : Nemesis de Stuart Baird
- 2002 : Créance de sang (Blood Work) de Clint Eastwood
- 2003 : Mystic River de Clint Eastwood
- 2004 : Million Dollar Baby de Clint Eastwood
- 2005 : La Légende de Zorro (The Legend of Zorro) de Martin Campbell
- 2006 : Lettres d'Iwo Jima (Letters from Iwo Jima) de Clint Eastwood
- 2006 : Mémoires de nos pères (Flags of Our Fathers) de Clint Eastwood
- 2008 : Gran Torino de Clint Eastwood
- 2008 : L'Échange (Changeling) de Clint Eastwood
- 2009 : Invictus de Clint Eastwood
- 2010 : Hors de contrôle (Edge of Darkness) de Martin Campbell
- 2011 : J. Edgar de Clint Eastwood
- 2012 : Une nouvelle chance (Trouble with the Curve) de Randy Brown
- 2014 : American Sniper de Clint Eastwood
- 2014 : Jersey Boys de Clint Eastwood
- 2014 : 300 : La Naissance d'un empire (300: Rise of an Empire) de Noam Murro
- 2015 : Sicario de Denis Villeneuve
- 2016 : Sully de Clint Eastwood
- 2019 : Joker de Todd Phillips

## Distinctions

### Récompenses
- Oscar du meilleur montage de son
  - en 2007 pour Lettres d'Iwo Jima
  - en 2015 pour American Sniper

### Nominations
- Oscar du meilleur montage de son
  - en 1986 pour Ladyhawke, la femme de la nuit
  - en 1990 pour L'Arme fatale 2
  - en 1997 pour L'Effaceur
  - en 2001 pour Space Cowboys
  - en 2007 pour Mémoires de nos pères
  - en 2016 pour Sicario
- British Academy Film Award du meilleur son
  - en 1989 pour Bird
  - en 1993 pour Impitoyable
  - en 2009 pour L'Échange
  - en 2015 pour American Sniper
  - en 2020 pour Joker